# Седейлия (Северная Каролина)
Седейлия (англ. Sedalia) — город в округе Гилфорд, Северная Каролина, США. По данным переписи, в 2020 году население города составляло 676 человек.

## География
Город расположен на востоке округа Гилфорд. Через центр города проходит шоссе № 70. В 18 км на восток по шоссе расположен город Берлингтон, а в 18 км на запад город Гринсборо.

## Население
Население в 2021 году составило 483 человека. Афроамериканцы составили 82,4 % населения, белые — 16,77 %.

## Достопримечательности
Дом доктора Джозефа Маклейна, построенный в 1850 году в неогреческом стиле, а также исторический район Мемориального института Палмера внесены в Национальный реестр исторических мест.
В городе также находится музей Шарлотты Браун, расположенный на месте бывшего Мемориального института Палмера (1902—1971 годы), подготовительной школы для афроамериканских студентов.